# Бюльбюль золотобровий
Бюльбю́ль золотобровий (Pycnonotus bimaculatus) — вид горобцеподібних птахів родини бюльбюлевих (Pycnonotidae). Ендемік Індонезії.

## Підвиди
Виділяють два підвиди:
- P. b. bimaculatus (Horsfield, 1821) — південно-західна Суматра, західна і центральна Ява;
- P. b. tenggerensis (van Oort, 1911) — східна Ява і Балі.

Короткодзьбі бюльбюлі раніше вважалися підвидом золотобрового бюльбюля, однак були визнані окремим видом.

## Поширення і екологія
Золотоброві бюльбюлі мешкають на Суматрі, Яві і Балі. Вони живуть у вологих гірських тропічних лісах і чагарникових заростях. Зустрічаються на висоті від 800 до 3000 м над рівнем моря. Живляться переважно плодами. Гніздяться протягом всього року, з піком в травні.

## Збереження
МСОП класифікує стан збереження цього виду як близьким до загрозливого. Золотоброві бюльбюлі локально поширені, їм загрожує знищення природного середовища і вилов з метою продажу на пташиних ринках.